# Pat Curran
Patrick 'Pat' Curran (ur. 31 sierpnia 1987 w Crystal Lake) – amerykański zawodnik mieszanych sztuk walki (MMA), dwukrotny zwycięzca turniejów Bellator MMA oraz dwukrotny mistrz tejże organizacji w wadze piórkowej (-66 kg).

## Kariera sportowa
W MMA zadebiutował 23 lutego 2008 na gali XFO 22 pokonując Tony'ego Herveya przez poddanie. Do 2010 związany głównie z organizacją XFO, tocząc dla niej jeszcze osiem pojedynków, przegrywając tylko jeden. 27 kwietnia 2009 pokonał Daniela Masona-Strausa przez nokaut. W marcu 2010 podpisał kontrakt z Bellator FC na wzięcie udziału w turnieju wagi lekkiej (do 70 kg). W ciągu trzech miesięcy od kwietnia do maja 2010 stoczył trzy wygrane pojedynki, w tym w finale z Tobym Imadą, zwyciężając ostatecznie w całym turnieju i otrzymując prawo walki o mistrzostwo wagi lekkiej. 
2 kwietnia 2011 na gali Bellator 39 przegrał jednogłośnie na punkty z Eddiem Alvarezem walkę o pas. Po tej przegranej zszedł wagę niżej, do kategorii piórkowej (66 kg) startując w czerwcu 2011 w kolejnym turnieju Bellatora który ponownie wygrał, nokautując w finale Brazylijczyka Marlona Sandro wysokim kopnięciem w głowę. 9 marca 2012 na Bellator 60 pokonał ówczesnego mistrza Josepha Warrena przed czasem i odebrał mu pas wagi piórkowej. Tytuł bronił dwukrotnie, najpierw 17 stycznia 2013 w pojedynku z Brazylijczykiem Patrício Freire (zwycięstwo na punkty), następnie 4 kwietnia 2013 w starciu z Rosjaninem Szachbułatem Szamchałajewem (zwycięstwo przez poddanie). 
W swojej trzeciej obronie pasa 2 listopada 2013 przegrał w rewanżu z Danielem Masonem-Strausem jednogłośnie na punkty, tracąc tym samym mistrzostwo. Tytuł jednak szybko odzyskał bo w kolejnym rewanżu, który miał miejsce 14 marca 2014. Curran zwyciężył wówczas przez poddanie (duszenie zza pleców) w ostatniej, piątej rundzie mistrzowskiego starcia. 5 września 2014 stoczył rewanżowy pojedynek z Freire, przegrywając z nim na punkty i ponownie tracąc pas. 
13 lutego 2015 przegrał z Niemcem Danielem Weichelem niejednogłośną decyzją sędziów. 26 czerwca 2015 wrócił na zwycięskie tory, wygrywając z  Emmanuelem Sanchezem na punkty.

## Osiągnięcia
- 2010: Bellator Season Two Lightweight Tournament – 1. miejsce w turnieju wagi lekkiej (-70 kg)
- 2011: Bellator 2011 Summer Series – 1. miejsce w turnieju wagi piórkowej (-66 kg)
- 2012–2013: mistrz Bellator MMA w wadze piórkowej
- 2014: mistrz Bellator MMA w wadze piórkowej